# 영천시의 역사
본 문서는 경상북도 영천시의 역사에 대해 서술한 문서이다.

## 조선시대 이전
- 삼한시대 부족국가 골벌국(骨伐小國)이 형성되었다.
- 신라시대 절야화군(切也火郡)으로 칭하였다.
- 757년(신라 경덕왕 16년) 임고군(臨皐郡)으로 개칭하고, 양주(현 양산시)에 속했다. 영현으로 도동현(道同縣), 임천현(臨川縣), 장진현(長鎭縣), 신령현(新寧縣), 맹백현(黽白縣)을 관할하였다.
- 925년(신라 경애왕 2년) 고울부(高鬱府)로 개칭하고, 도동현, 임천현, 맹백현, 이지현(梨旨縣)을 관할하였다.
- 940년(고려 태조 23년) 도동현·임천현을 병합하고 영주군으로 개칭하였다.
- 995년(고려 성종 14년) 자사(刺史)를 두었다.
- 1018년(고려 현종 9년) 안동대도호부(현 경주시)의 속현으로 병합되었다.
- 1172년(고려 명종 2년) 감무(監務)를 두면서 독립하였다.
- 1383년(고려 우왕 9년) 영주(永州)로 승격하고, 지주사(知州事)를 두었다.

## 조선시대 이후
- 1414년(조선 태종 14년) 영천군으로 개칭하고, 지군사(知郡事)를 두었다.
- 1467년(조선 세조 12년) 군수를 두었다.
- 1522년(조선 중종 17년) 영천현으로 강등되었다.
- 1533년(조선 중종 28년) 영천군으로 환원되었다.
- 1895년(조선 고종 32년) 음력 윤 5월 1일 대구부 영천군으로 개편되었다.[1]
- 1896년(건양 원년) 8월 4일 경상북도 영천군으로 개편되었다.[2]
- 1906년 9월 24일 경주군 북안면 창산리·저현리·대창리·유등리 4개 리를 편입하였다.[3][4]
- 1913년 1월 1일 청하군에서 죽남면 상거동·하거동을 자양면에 편입하였다. 흥해군에서 북안면 잔여 지역을 편입하였다. 기존하던 북안면과는 1914년까지 별개로 간주된다.[5]

## 1914년 이후

### 1914년 행정구역 조정
조선총독부령 제111호로 다음과 같이 행정구역이 정해졌다.
| 조선총독부령 제111호 |             | |             |
| 구 행정구역 | 구 행정구역 | 신 행정구역 | 신 행정구역 |
| 영천군 원림면(遠林面) 당외동/곡산동, 우계동/도부동, 부제동/삼려동, 석촌, 용강동/용평동, 구리동/덕양동 | 화산면      | 당곡동, 부계동, 삼부동, 석촌동, 용평동, 유성동                                                                         |             |
| 영천군 명산면(鳴山面) 상대전동/하대전동/오미동 일부, 대소동/창녕동/봉계동/석동/녹전동 일부/(신녕군 대량면)하명동 일부, 직동/도림동/녹전동 일부/(신녕군 고현면)하흥동, 삼귀동/녹전동 일부/오미동 일부, 죽곡동/하대내동/월천동 | 화동면      | 대전동, 녹전동, 도림동, 오미동, 죽곡동                                                                                 |             |
| 영천군 자천면(紫川面) 공덕동/천상동, 가라동/입석동/보덕동, 오동/(신녕군 지곡면)오동동 일부, 동부동/서부동/중계동/(신녕군 신촌면)대제동 일부, 견암동/양지동/효동 일부/횡계동 일부, 횡계동 일부 | 신촌면      | 공덕동, 입석동, 오동, 자천동, 정각동, 횡계동                                                                           |             |
| 영천군 내동면(內東面) 망정동/포목동 일부, 문내동/도장동/문외동 일부, 야사동/포목동 일부, 조교동 일부, 관덕동/창구동 일부 | 영천면      | 망정동, 문내동, 문외동, 야사동, 조교동, 창구동                                                                         |             |
| 영천군 내서면(內西面) 노상동/교촌동/(내동면)창구동 일부, 양구동/서과동 일부/지침동 일부/(내동면)창구동 일부, 구호동/지소동/성내동/서과동 일부/지침동 일부, 화룡동 | 영천면      | 교촌동, 과전동, 성내동, 화룡동                                                                                         |             |
| 영천군 완산면(完山面) 금로동/부흥동, 도동/(칠백면)도동동 일부, 범어동, 내동/외동 | 영천면      | 금로동, 도동, 범어동, 완산동                                                                                           |             |
| 영천군 우곡면(又谷面) 동괴동/서괴동/점촌/용연동, 본촌, 봉동 일부/주막동 일부, 작산동/주막동 일부, 신동 | 영천면      | 괴연동, 본촌동, 봉동, 작산동, 채신동                                                                                   |             |
| 영천군 아천면(阿川面) 운천동/심곡동/동산동, 반곡동/매곡동/용천동/전산동, 신기동 일부, 양항동/임고동, 전천동/언하동/신기동 일부/(내동면)창구동 일부 | 임고면      | 매호동, 삼매동, 신기동, 양항동, 언하동                                                                                 |             |
| 영천군 환귀면(還歸面) 고천동/장재동, 구계동/덕연동, 수평동/양암동/(흥해군 북안면)신촌 일부, 우항동, 임천동/차산동/행화동/평천동/(흥해군 북안면)신촌 일부, 황강동, 신평동/방목동/효동, 대환동/선원동 | 임고면      | 고천동, 덕연동, 양평동, 우항동, 평천동, 황강동, 효동, 선원동                                                           |             |
| 흥해군 북안면(北安面) 금대동/신기동, 가정동/사동/차동/우봉동, 수성동 | 임고면      | 금대동, 사동, 수성동                                                                                                   |             |
| 흥해군 북안면(北安面) 금대동/신기동, 가정동/사동/차동/우봉동, 수성동 | 청경면      | 고도동, 오류동, 전사동, 창상동, 창하동                                                                                 |             |
| 영천군 추곡면(追谷面) 단포동/(흥해군 북안면)단포동 일부, 대성동, 의곡동/대곡동, 도암동/대추동 일부, 용강동/대추동 일부, 부동, 원구동/상리동/학동 일부, 학동 일부, 신기동/월천동/장척동/전사동 일부 | 청경면      | 단포동, 대성동, 대의동, 도암동, 용전동, 부동, 상리동, 학동, 해선동                                                     |             |
| 영천군 북습면(北習面) 상계동/지동/후곡동/성동, 하계동/대재동/대포동, 포목동/목성동/봉수동, 송천동/덕산동/월평동, 내신동/외신동/신기동/유룡동, 신촌동/학산동, 삼괴동/죽계동/봉계동, 부룡동/용호동/(신녕군 아촌면)대평동 일부, 장하동/용평동/회룡동/오천동, 죽전동/구정동, 부흥동/지곡동/학곡동                                          | 청통면      | 계지동, 계포동, 보성동, 송천동, 신원동, 신학동, 애련동, 용천동, 원촌동, 죽정동, 치일동                                 |             |
| 영천군 산저면(山底面) 평촌동/대정동, 쌍계동, 삼산동/서운동, 덕동/성동, 오수동, 어부동/상평동/하우동/용연동 일부, 신당동/호령동/용연동 일부 | 청통면      | 대평동, 쌍계동, 서산동, 신덕동, 오수동, 우천동, 호당동                                                                 |             |
| 영천군 고견면(古見面) 용교동/용대동, 대동/도미동, 입석동/섬촌동, 덕천동/덕동/대성동, 제내동/원산동/(거여면)신흥동 일부 | 금호면      | 교대동, 대미동, 석섬동, 성천동, 원제동                                                                                 |             |
| 영천군 거여면(巨余面) 지정동/관지동, 덕성동 일부/냉천동, 덕성동 일부, 죽방동/봉산동/곡촌동, 월하동/신흥동 일부, 황정동 | 금호면      | 관정동, 냉천동, 덕성동, 봉죽동, 신월동, 황정동                                                                         |             |
| 영천군 창수면(蒼水面) 남성동 일부, 삼수동/가라동/용호동, 신대동, 오종동/단계동, 안기동/원방동/마단동 | 금호면      | 남성동, 삼호동, 신대동, 오계동, 원기동                                                                                 |             |
| 영천군 칠백면(七百面) 가객동/구복동, 유곡동/대배동, 도동동 일부/(우곡면)봉동 일부, 가야동, 어은동/신전동 일부, 신촌/신전동 일부 | 금호면      | 구암동, 대곡동, 도남동, 약남동, 어은동, 호남동                                                                         |             |
| 영천군 모사면(毛沙面) 강회동/마음동, 상구동/하구동/교동/구교동, 대재동/(흥해군 북안면)대창동 일부, 사리 일부/(흥해군 북안면)대창동 일부, 본촌동/용전동/용호동, 원촌/송호동/용교동/산잠동, 병암동/송구동/세동, 용덕동/사리 일부, 개상동/효일동/지일동, 어방동, 오길동/평촌동/제내동, 운잠동/운천동/동방동, 상조동/하조동, 직천동/정상동 | 대창면      | 강회동, 구지동, 대재동, 대창동, 용전동, 용호동, 병암동, 사리동, 신광동, 어방동, 오길동, 운천동, 조곡동, 직천동         |             |
| 영천군 비소면(比召面) 고지동/신계동/팔암동 일부/(경주군 서면)상추리 일부, 괴화동/중도동/연화동/신평동 일부, 서당동/오산동/냉정동/가천동 일부, 신리동/신평동 일부, 원내동/포광동/가천동 일부, 효동/장재동 | 북안면      | 고지동, 도천동, 서당동, 신리동, 옥천동, 효동                                                                           |             |
| 영천군 원곡면(原谷面) 중리/당동, 도유동, 명주동/용주동, 나현동/북동, 상동/감동, 신대동, 용계동/용당동 | 북안면      | 당동, 도유동, 명주동, 북동, 상동, 신대동, 용계동                                                                       |             |
| 영천군 원당면(元堂面) 관동, 내포동/용호동, 반계동, 송계동/옥포동/(우곡면)주막동 일부/(흥해군 북안면)조암동, 신촌/(경주군 서면)상추리 일부, 원당동, 임포동/(비소면)팔암동 일부, 자포동 | 북안면      | 관동, 내포동, 반계동, 송포동, 신촌동, 원당동, 임포동, 자포동                                                           |             |
| 흥해군 북안면 반정동/저현리/경리/유하동 일부, 유상동/백안동/(영천군 우곡면)배안동, 유하동 일부, 차당동 | 북안면      | 반정동, 유상동, 유하동                                                                                                 |             |
| 흥해군 북안면 반정동/저현리/경리/유하동 일부, 유상동/백안동/(영천군 우곡면)배안동, 유하동 일부, 차당동 | 고촌면      | 차당동 |             |
| 영천군 고촌면(古村面) 가수동/독정동, 답곡동, 덕암동, 정점동/덕성동, 동도동/(추곡면)전사동 일부, 삼산동/산수동, 삼귀동, 월성동/삼포동/수흥동, 상덕동/하덕동, 흑석동/상계동, 미농동/성부동/오소동, 사광동/청경동/괴정동, 초일동, 칠전동, 파계동                                                                                          | 고촌면      | 가수동, 답곡동, 덕암동, 덕정동, 동도동, 삼산동, 삼귀동, 삼포동, 상덕동, 석계동, 오룡동, 청정동, 초일동, 칠전동, 파계동 |             |
| 영천군 자양면(紫陽面) 신당동/도일동, 노항동, 상원동/월연동/인구동, 용화동, 상구동/중구동/하구동, 상기동/하기동/탑전동/(자천면)효동 일부/(청하군 죽남면)하거동 일부/상거동, 회룡동/관공동/토동, 하신동/용정동/상신동, 일견동/검단동/내검동/(청하군 죽남면)하거동 일부                                                                   | 자양면      | 도일동, 노항동, 용산동, 용화동, 삼귀동, 보현동, 성곡동, 신방동, 충효동                                                 |             |

### 1914년의 행정구역
1914년 행정구역을 현재와 비교하면 다음의 표와 같다.
| 1914년          | 1914년 | 현재          | 현재 |
| 면              | 동 | 구·읍·면      | 동·리 |
| --------------- | --- | ------------- | --- |
| 신녕면 (新寧面) | 치산리, 화남리, 부산리, 화서리, 왕산리, 화성리, 매양리, 가천리, 연정리, 신덕리, 완전리                                                                                             | 영천시 신녕면 | 치산리, 화남리, 부산리, 화서리, 왕산리, 화성리, 매양리, 가천리, 연정리, 신덕리, 완전리                                                                                             |
| 신촌면 (新村面) | 공덕리, 법화리, 상송리, 오동리, 옥계리, 용소리, 입석리, 자천리, 정각리, 죽전리, 하송리, 횡계리                                                                                     | 영천시 화북면 | 공덕리, 법화리, 상송리, 오동리, 옥계리, 용소리, 입석리, 자천리, 정각리, 죽전리, 하송리, 횡계리                                                                                     |
| 지곡면 (知谷面) | 오산리 | 영천시 화북면 | 오산리 |
| 지곡면 (知谷面) | 구전리, 금호리, 삼창리, 안천리, 월곡리, 온천리, 용계리 | 영천시 화남면 | 구전리, 금호리, 삼창리, 안천리, 월곡리, 온천리, 용계리 |
| 화동면 (華東面) | 대천리, 사천리, 선천리, 신호리, 죽곡리 | 영천시 화남면 | 대천리, 사천리, 선천리, 신호리, 죽곡리 |
| 화동면 (華東面) | 도림리, 녹전리, 대전리, 오미리 | 영천시        | 도림동, 녹전동, 대전동, 오미동 |
| 영천면 (永川面) | 도동, 교촌동, 과전동, 괴연동, 금노동, 망정동, 문내동, 문외동, 범어동, 본촌동, 봉동, 성내동, 야사동, 완산동, 작산동, 조교동, 창구동, 채신동, 화룡동                                 | 영천시        | 도동, 교촌동, 과전동, 괴연동, 금노동, 망정동, 문내동, 문외동, 범어동, 본촌동, 봉동, 성내동, 야사동, 완산동, 작산동, 조교동, 창구동, 채신동, 화룡동                                 |
| 금호면 (琴湖面) | 교대리, 냉천리, 대곡리, 오계리, 어은리, 관정리, 남성리, 대미리, 봉죽리, 구암리, 약남리, 삼호리, 덕성리, 석섬리, 성천리, 신대리, 신월리, 원기리, 원제리, 호남리, 황정리             | 영천시 금호읍 | 교대리, 냉천리, 대곡리, 오계리, 어은리, 관정리, 남성리, 대미리, 봉죽리, 구암리, 약남리, 삼호리, 덕성리, 석섬리, 성천리, 신대리, 신월리, 원기리, 원제리, 호남리, 황정리             |
| 금호면 (琴湖面) | 도남리 | 영천시        | 도남동 |
| 임고면 (臨皐面) | 신기리, 언하리 | 영천시        | 신기동, 언하동 |
| 임고면 (臨皐面) | 양항리, 선원리, 덕연리, 삼매리, 평천리, 황강리, 효리, 금대리, 사리, 수성리, 우항리, 고천리, 매호리, 양평리                                                                         | 영천시 임고면 | 양항리, 선원리, 덕연리, 삼매리, 평천리, 황강리, 효리, 금대리, 사리, 수성리, 우항리, 고천리, 매호리, 양평리                                                                         |
| 화산면 (花山面) | 가상동, 당곡동, 당지동, 대기동, 대안동, 덕암동, 부계동, 삼부동, 석촌동, 암기동, 연계동, 용평동, 유성동, 화산동, 효정동                                                             | 영천시 화산면 | 가상리, 당곡리, 당지리, 대기리, 대안리, 덕암리, 부계리, 삼부리, 석촌리, 암기리, 연계리, 용평리, 유성리, 화산리, 효정리                                                             |
| 화산면 (花山面) | 귀호동 | 영천시 화남면 | 귀호리 |
| 화산면 (花山面) | 매산동 | 영천시        | 매산동 |
| 청통면 (淸通面) | 쌍계리, 서산리, 오수리 | 영천시        | 쌍계동, 서산동, 오수동 |
| 청통면 (淸通面) | 계지리, 계포리, 대평리, 보성리, 송천리, 신덕리, 신원리, 애련리, 용천리, 우천리, 원촌리, 죽정리, 치일리, 호당리                                                                     | 영천시 청통면 | 계지리, 계포리, 대평리, 보성리, 송천리, 신덕리, 신원리, 애련리, 용천리, 우천리, 원촌리, 죽정리, 치일리, 호당리                                                                     |
| 고촌면 (古村面) | 가수동, 상덕동, 삼포동, 석계동, 답곡동, 덕암동, 덕정동, 동도동, 삼산동, 삼귀동, 오룡동, 차당동, 청정동, 초일동, 칠전동, 파계동                                                     | 영천시 고경면 | 가수리, 상덕리, 삼포리, 석계리, 답곡리, 덕암리, 덕정리, 동도리, 삼산리, 삼귀리, 오룡리, 차당리, 청정리, 초일리, 칠전리, 파계리                                                     |
| 청경면 (淸鏡面) | 고도동, 대성동, 대의동, 단포동, 도암동, 부동, 상리동, 오류동, 용전동, 전사동, 창상동, 창하동, 학동, 해선동                                                                         | 영천시 고경면 | 고도리, 대성리, 대의리, 단포리, 도암리, 부리, 상리리, 오류리, 용전리, 전사리, 창상리, 창하리, 학리, 해선리                                                                         |
| 북안면 (北安面) | 상리, 당리, 북리, 도유리, 명주리, 용계리, 신대리, 신리, 효리, 도천리, 옥천리, 서당리, 고지리, 임포리, 반계리, 자포리, 신촌리, 관리, 원당리, 내포리, 반정리, 송포리, 유하리, 유상리 | 영천시 북안면 | 상리, 당리, 북리, 도유리, 명주리, 용계리, 신대리, 신리, 효리, 도천리, 옥천리, 서당리, 고지리, 임포리, 반계리, 자포리, 신촌리, 관리, 원당리, 내포리, 반정리, 송포리, 유하리, 유상리 |
| 대창면 (大昌面) | 직천리, 운천리, 용전리, 어방리, 오길리, 용호리, 신광리, 조곡리, 대재리, 구지리, 사리리, 대창리, 강회리, 병암리                                                                     | 영천시 대창면 | 직천리, 운천리, 용전리, 어방리, 오길리, 용호리, 신광리, 조곡리, 대재리, 구지리, 사리리, 대창리, 강회리, 병암리                                                                     |
| 자양면 (紫陽面) | 보현리, 도일리, 충효리, 삼귀리, 용산리, 신방리, 노항리, 성곡리, 용화리 | 영천시 자양면 | 보현리, 도일리, 충효리, 삼귀리, 용산리, 신방리, 노항리, 성곡리, 용화리 |

### 1934년 개편
1934년 개편으로 일부 면이 합면되었다.
| 도령 제83호                                   |             |
| 구 행정구역                                   | 신 행정구역 |
| 화동면 도림동, 녹전동, 대전동, 오미동         | 영천면 일부 |
| 화동면 죽곡동, 대천동, 신호동, 사천동, 선천동 | 화북면 일원 |
| 지곡면 일원                                   | 화북면 일원 |
| 신촌면 일원                                   | 화북면 일원 |
| 고촌면 일원                                   | 고경면 일원 |
| 청경면 일원                                   | 고경면 일원 |

### 이후 개편
1983년 행정구역

금호읍 도남동, 청통면 오수·쌍계동, 화산면 매산동이 영천시에 편입되었다.
| 대통령령 제11027호    |                                |                                |
| 구 행정구역           | 신 행정구역[8](행정동(법정동)) | 신 행정구역[8](행정동(법정동)) |
| 금호읍 도남동         | 영천시                         | 봉작동(도남동)                 |
| 청통면 오수동, 쌍계동 | 영천시                         | 교동(오수동, 쌍계동)           |
| 화산면 매산동         | 영천시                         | 명산동(매산동)                 |
1986년 행정구역

화북면 삼창출장소가 화산면 귀호동을 편입하여 화남면으로 승격하였다.
| 대통령령 제11874호                                                                    |             |
| 구 행정구역                                                                           | 신 행정구역 |
| 화북면 삼창동, 안천동, 금호동, 온천동, 구전동, 신호동, 죽곡동, 사천동, 대천동, 선천동 | 화남면 일원 |
| 화산면 귀호동                                                                         | 화남면 일원 |
1987년 행정구역

임고면 언하·신기동이 영천시 동부동에 편입되었다.
| 대통령령 제11874호    |                                 |
| 구 행정구역           | 신 행정구역(행정동(법정동))[11] |
| 임고면 언하동, 신기동 | 영천시 동부동(언하동, 신기동)   |
1989년 행정 구역

청통면 서산리가 영천시에, 화북면 용계·월곡리가 화남면에 편입되었다.
| 대통령령 제12557호   |                                 |
| 구 행정구역          | 신 행정구역(행정동(법정동))[14] |
| 화북면 용계리·월곡리 | 화남면 일부                     |
| 청통면 서산리        | 영천시 대전동(서산동)           |